# Rajd Szwecji 1972
Rajd Szwecji 1972 (23. International Swedish Rally) – rajd samochodowy rozgrywany w Monaco od 17 do 20 lutego  1972 roku. Była to druga runda Międzynarodowych Mistrzostw Producentów w roku 1972. Rajd został rozegrany na lodzie i śniegu.

## Wyniki końcowe rajdu[1]
| Msc. | Kierowca           | Pilot           | Samochód                   | Czas    | Strata |
| ---- | ------------------ | --------------- | -------------------------- | ------- | ------ |
| 1.   | Stig Blomqvist     | Arne Hertz      | Saab 96 V4                 | 7:43:28 | -      |
| 2.   | Björn Waldegård    | Lars Helmér     | Porsche 911 S              | 7:47:44 | +4:16  |
| 3.   | Harry Källström    | Gunnar Häggbom  | Lancia Fulvia 1.6 Coupé HF | 7:52:32 | +9:04  |
| 4.   | Anders Kulläng     | Donald Karlsson | Opel Ascona                | 7:53:33 | +10:05 |
| 5.   | Ove Eriksson       | Börje Österberg | Opel Ascona                | 8:01:22 | +17:54 |
| 6.   | Ingvar Carlsson    | Lars-Göran Berg | BMW 2002 Tii               | 8:03:45 | +20:17 |
| 7.   | Anders Gullberg    | Leif Wåhlin     | BMW 2002 Tii               | 8:06:08 | +22:40 |
| 8.   | Per Eklund         | Bo Reinicke     | Saab 96 V4                 | 8:09:41 | +26:13 |
| 9.   | Lillebror Nasenius | Björn Cederberg | Opel Ascona                | 8:10:21 | +26:53 |
| 10.  | Bror Danielsson    | Ulf Sundberg    | BMW 2002 Tii               | 8:12:56 | +29:28 |